# Abdelmalik Ladjali
Abdelmalik Ladjali (* 10. Juni 1993 in Lille) ist ein französischer Boxer im Halbmittelgewicht. 

## Amateurkarriere
Abdelmalik Ladjali wurde jeweils Dritter bei den Französischen Meisterschaften 2013 und 2014, sowie jeweils Zweiter bei den Französischen Meisterschaften 2015 und 2016. 2010 hatte er an den Jugend-Weltmeisterschaften in Aserbaidschan und 2011 an den Junioren-Europameisterschaften in Irland teilgenommen.
2013 gewann er eine Bronzemedaille bei den Europameisterschaften in Belarus. Er besiegte unter anderem Evaldas Petrauskas und schied erst im Halbfinale gegen Armen Sakarjan aus. Bei der Sommer-Universiade 2013 in Russland schied er medaillenlos aus, ebenso bei den Weltmeisterschaften 2013 in Kasachstan nach einer Niederlage in der zweiten Vorrunde gegen Artem Harutiunian.
2014 gewann er noch eine Bronzemedaille bei den World University Championships in Russland, schied aber bei den EU-Meisterschaften 2014 in Bulgarien in der Vorrunde gegen Dean Walsh aus.
2013/14 boxte er zudem einen Kampf für das Team Mexico Guerreros in der World Series of Boxing.

## Profikarriere
Abdelmalik Ladjali gewann sein Profidebüt am 23. Februar 2019.